# Фриц д'Орей
Фриц д'Орей (на португалски: Fritz d'Orey) е бивш испански пилот от Формула 1. Роден на 25 май 1938 година в Сао Пауло, Бразилия.

## Формула 1
Фриц д'Орей прави своя дебют във Формула 1 в Голямата награда на Франция през 1959 година. В световния шампионат записва 3 участия като не успява да спечели точки, състезава се за отборите на Скудерия Чентро Сюд и Тек-Мек.